# Józef Ślisz
Józef Ślisz (ur. 20 marca 1934 w Łukawcu, zm. 6 marca 2001 w Łące) – polski rolnik i polityk. Senator I i II kadencji, wicemarszałek Senatu I i II kadencji.

## Życiorys
Ukończył liceum ogólnokształcące. Był współorganizatorem Niezależnego Samorządnego Związku Zawodowego Rolników Indywidualnych „Solidarność” w latach 1980–1981 i organizatorem strajków chłopskich w 1981. Znalazł się wśród sygnatariuszy porozumień rzeszowsko-ustrzyckich (19 lutego 1981), które umożliwiły rejestrację rolniczego związku.
Po delegalizacji organizacji dokonanej po wprowadzeniu stanu wojennego był wśród jej ponownych organizatorów pod koniec lat 80. W latach 1987–1989 był przewodniczącym Tymczasowej Rady Krajowej związku rolników. W stanie wojennym organizował duszpasterstwo rolników.
Uczestniczył w obradach Okrągłego Stołu. W latach 1989–1993 sprawował mandat senatora I kadencji z ramienia Komitetu Obywatelskiego i II kadencji z ramienia Porozumienia Ludowego, sprawował w tym czasie funkcję wicemarszałka Senatu.
Od 1990 był jednym z liderów PSL „Solidarność” przekształconego w 1992 w Stronnictwo Ludowo-Chrześcijańskie, później działał w Stronnictwie Konserwatywno-Ludowym.
Pochowany w rodzinnej Łące.

## Odznaczenia
W 2000, za wybitne zasługi dla rozwoju samorządności oświatowo-rolniczej, został odznaczony przez prezydenta RP Aleksandra Kwaśniewskiego Krzyżem Komandorskim Orderu Odrodzenia Polski. W 2011, za wybitne zasługi w działalności na rzecz przemian demokratycznych, prezydent RP Bronisław Komorowski odznaczył go pośmiertnie Krzyżem Komandorskim z Gwiazdą tego Orderu. Wyróżniony także odznaką honorową „Zasłużony dla Województwa Podkarpackiego”.